# Aurel Țicleanu
Aurel Țicleanu (né le 20 janvier 1959 à Teliuc (dans le județ de Hunedoara en Roumanie) est un footballeur international roumain reconverti entraîneur. Il évoluait au poste de milieu central.

## Palmarès

### En tant que joueur
Universitatea Craiova
- Champion de Roumanie en 1980 et 1981.
- Vainqueur de la Coupe de Roumanie en 1977, 1978, 1981 et 1983.

### En tant qu'entraîneur
Dinamo Tirana
- Vainqueur de la Coupe d'Albanie en 2003.

 Maghreb de Fès
- Finaliste de la Coupe du Maroc en 2001.